# Yuriko Hoshi
Yuriko Hoshi (星 由里子 Hoshi Yuriko?), nombre real Yuriko Shimizu (清水 由里子?), fue una actriz japonesa. Ella apareció en más de noventa películas a partir de 1959. 

## Carrera
Nacida en Tokio pero criada en Kobe, Hoshi hizo su debut cinematográfico en 1958 con Tōhō.
Hoshi murió en Kioto, Japón, a los 74 años.

## Filmografía seleccionada
| Año  | Título                                                 | Papel             |
| ---- | ------------------------------------------------------ | ----------------- |
| 1961 | Sekai Daisensō                                         |                   |
| 1961 | Daigaku no Wakadaishō                                  |                   |
| 1961 | Esposa y mujer                                         |                   |
| 1962 | Chūshingura: Hana no Maki, Yuki no Maki                | Otsuya            |
| 1963 | Sengoku Yaro                                           |                   |
| 1964 | Mothra vs. Godzilla                                    |                   |
| 1964 | San Daikaijū: Chikyū Saidai no Kessen                  | Naoko Shindo      |
| 1965 | Ereki no Wakadaishō                                    | Sumiko Hoshida    |
| 1968 | Kill!                                                  | Chino Kajii       |
| 2000 | Godzilla tai Megaguirus: G Shōmetsu Sakusen            | Yoshino Yoshizawa |
| 2007 | Tsuribaka Nisshi 18: Hama-chan Su-san Seto no Yakusoku |                   |